# Plecotus wardi
Plecotus wardi (Thomas, 1911) è un pipistrello della famiglia dei Vespertilionidi diffuso nel Subcontinente indiano.

## Descrizione

### Dimensioni
Pipistrello di piccole dimensioni, con la lunghezza della testa e del corpo tra 47 e 53 mm, la lunghezza dell'avambraccio tra 41,9 e 45,1 mm, la lunghezza della coda tra 49 e 54 mm, la lunghezza del piede tra 7 e 9,5 mm, la lunghezza delle orecchie tra 37 e 42 mm.

### Aspetto
La pelliccia è lunga e densa. Le parti dorsali sono marroni, bruno-grigiastre o marroni chiare, mentre le parti ventrali sono grigie con la punta dei peli bianca. La base dei peli è ovunque nerastra. Il muso è conico. Le orecchie sono enormi, ovali, marroni, unite sulla fronte da una sottile membrana cutanea. Il trago è lungo circa la metà del padiglione auricolare, affusolato e con l'estremità smussata. Le membrane alari sono marroni o marroni chiare. Le dita dei piedi sono ricoperte di peli brunastri e munite di robusti artigli chiari. La coda è lunga ed inclusa completamente nell'ampio uropatagio.

## Biologia

### Alimentazione
Si nutre di insetti.

## Distribuzione e habitat
Questa specie è diffusa nel Pakistan settentrionale, nell'India settentrionale e nel Nepal orientale.
Vive nelle foreste montane, umide, miste sia di conifere che decidue tra 2.200 e 3.800 metri di altitudine.

## Conservazione
La IUCN considera questa specie sinonimo dell'orecchione meridionale.